# Ammophila honorei
Ammophila honorei es una especie de avispa del género Ammophila, familia Sphecidae.

## Taxonomía
Fue descrito por primera vez en 1946 por Alfieri.